# Zagruszany
Zagruszany – wieś w Polsce położona w województwie podlaskim, w powiecie białostockim, w gminie Zabłudów.
W końcu XVIII wieku Zagruszany były wsią magnacka hrabstwa zabłudowskiego i położone były w Wielkim Księstwie Litewskim, powiecie grodzieńskim, województwie trockim.
W 1921 roku wieś liczyła 19 domów i 96 mieszkańców, w tym 55 prawosławnych i 41 rzymskich katolików.
W latach 1975–1998 miejscowość administracyjnie należała do województwa białostockiego.
Prawosławni mieszkańcy wsi należą do parafii Zaśnięcia Najświętszej Marii Panny w Zabłudowie, a wierni kościoła rzymskokatolickiego do parafii św. Apostołów Piotra i Pawła w Zabłudowie.
Wieś w roku 2021 zamieszkiwało 191 osób.